# Пам'ятник Леніну (Житомир)
Пам'ятник Леніну у Житомирі — колишній пам'ятник у місті Житомирі російському революціонеру Володимиру Леніну, вождю тоталітарного режиму, першому керівникові радянської держави. Знаходився перед будинком правосуддя на Соборній площі.
Споруджений 1971 року. Автори монумента — скульптори Макар Вронський та Олексій Олійник; архітектор Ф. А. Грінченко.
Пам'ятник простояв до 21 лютого 2014 року, коли в рамках Ленінопаду був повалений невідомими протестувальниками за допомогою вантажівки КАМАЗ. Одразу по поваленню активісти вигукували «Правий сектор» та «Ленін впав, народ повстав».

## Історія пам'ятника
Перший пам'ятник Леніну у Житомирі було відкрито 7 листопада 1922 року у формі бюсту.
У день похорону вождя 21 січня 1924 року на центральній площі міста, яку згодом було названо іменем Леніна, відбулася закладка нового пам'ятника революціонеру. 1 травня 1926 року його було урочисто відкрито.
Новий пам'ятник Леніну на тій самій площі було встановлено до 100-ліття від дня народження революціонера у 1970 році. Будівля за пам'ятником, збудована у 1954—1955 роках, слугувала будинком обкому та міськкому Комуністичної партії України.
В ніч з 20 на 21 лютого 2014 року, під час подій Євромайдану та після масових смертей у Києві, на Соборній площі Житомира зібрався натовп протестувальників, що намагалися повалити пам'ятник Леніну. Накинувши на шию скульптури металевий трос та причепивши трос до вантажівки їм вдалося це зробити. Упавши, скульптура розломилася навпіл, голова скульптури відломилася.

## Галерея

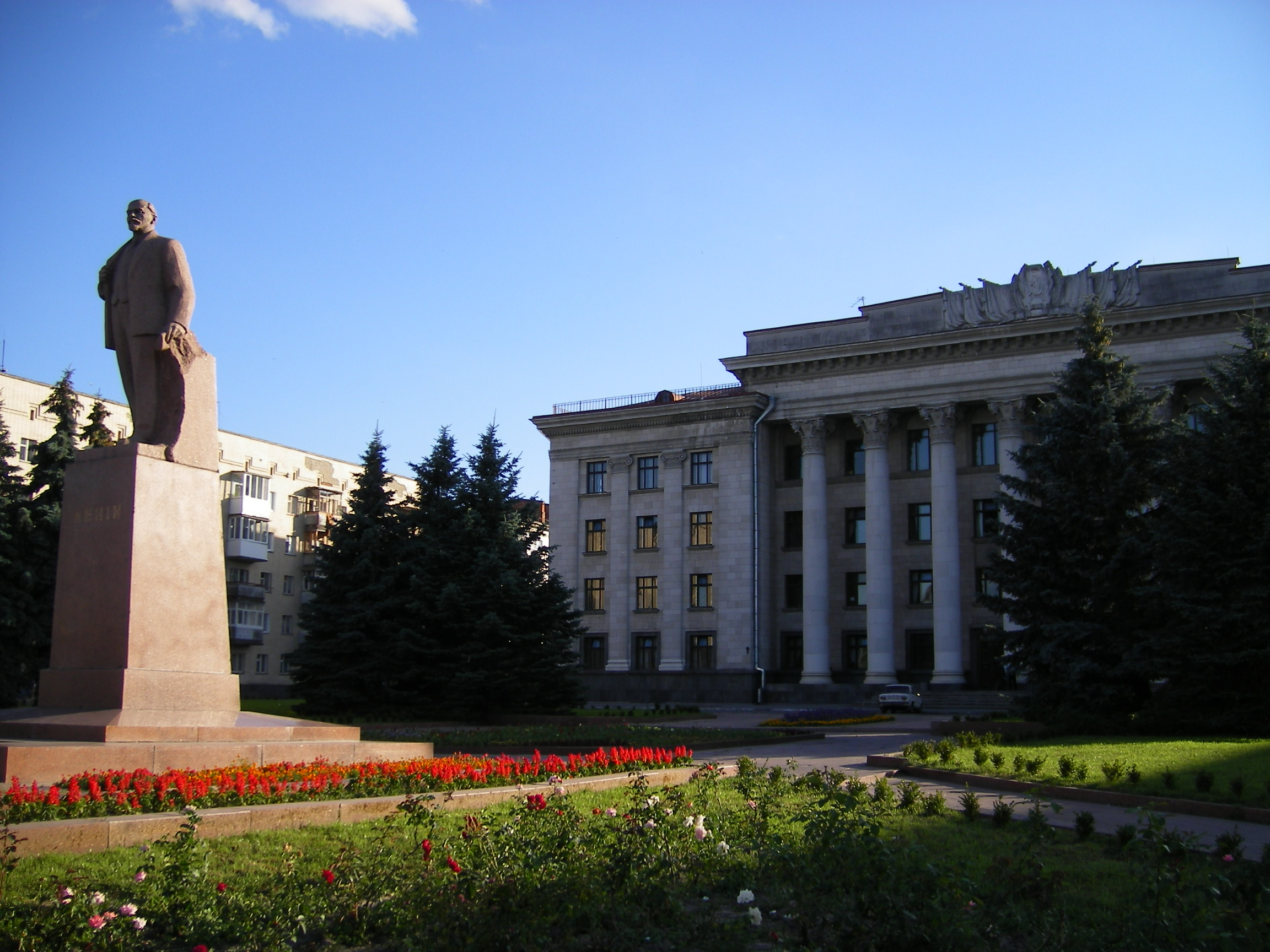
Пам'ятник та будинок правосуддя, 2006
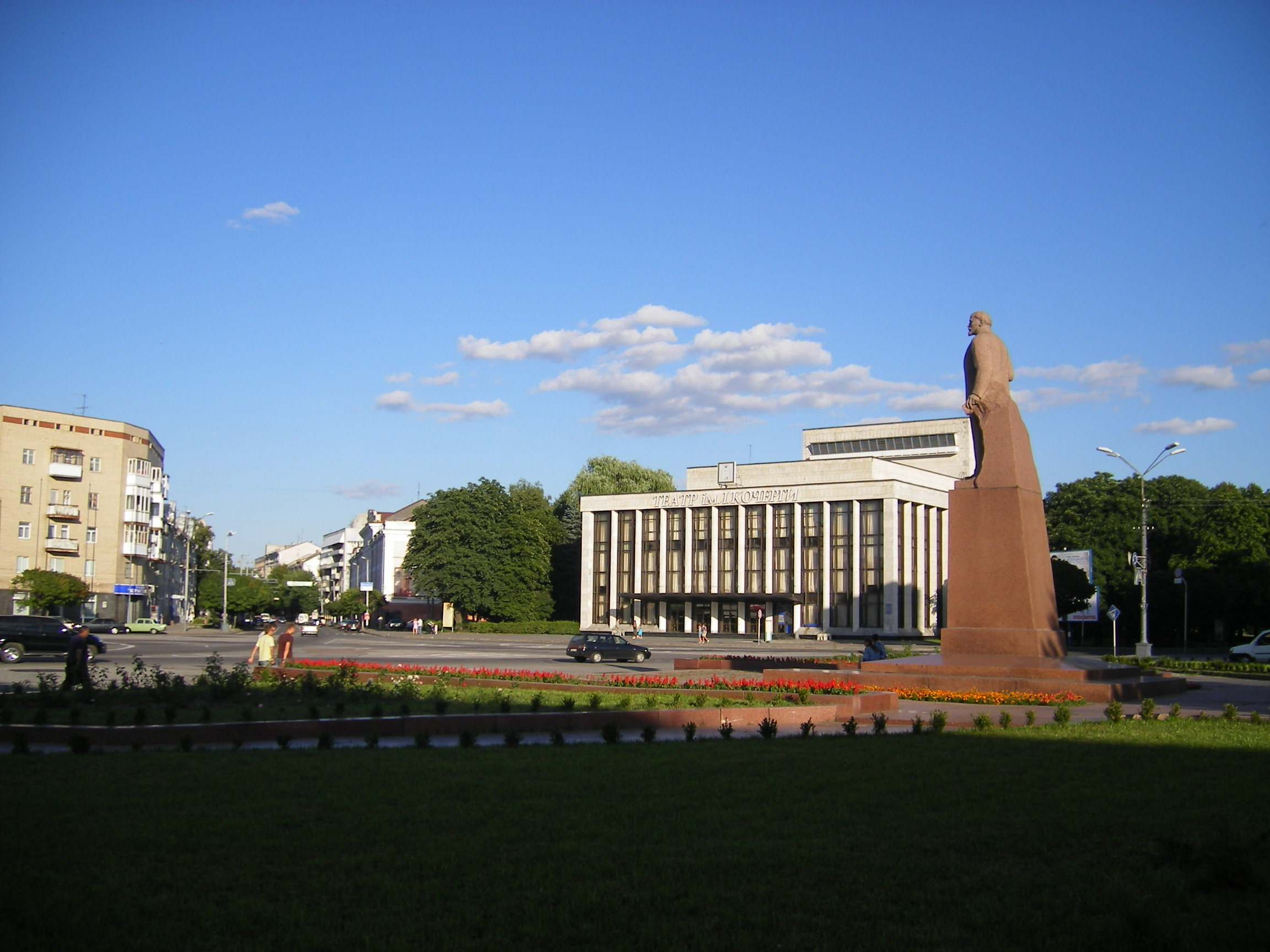
Пам'ятник та Театр ім. І. Кочерги, 2006
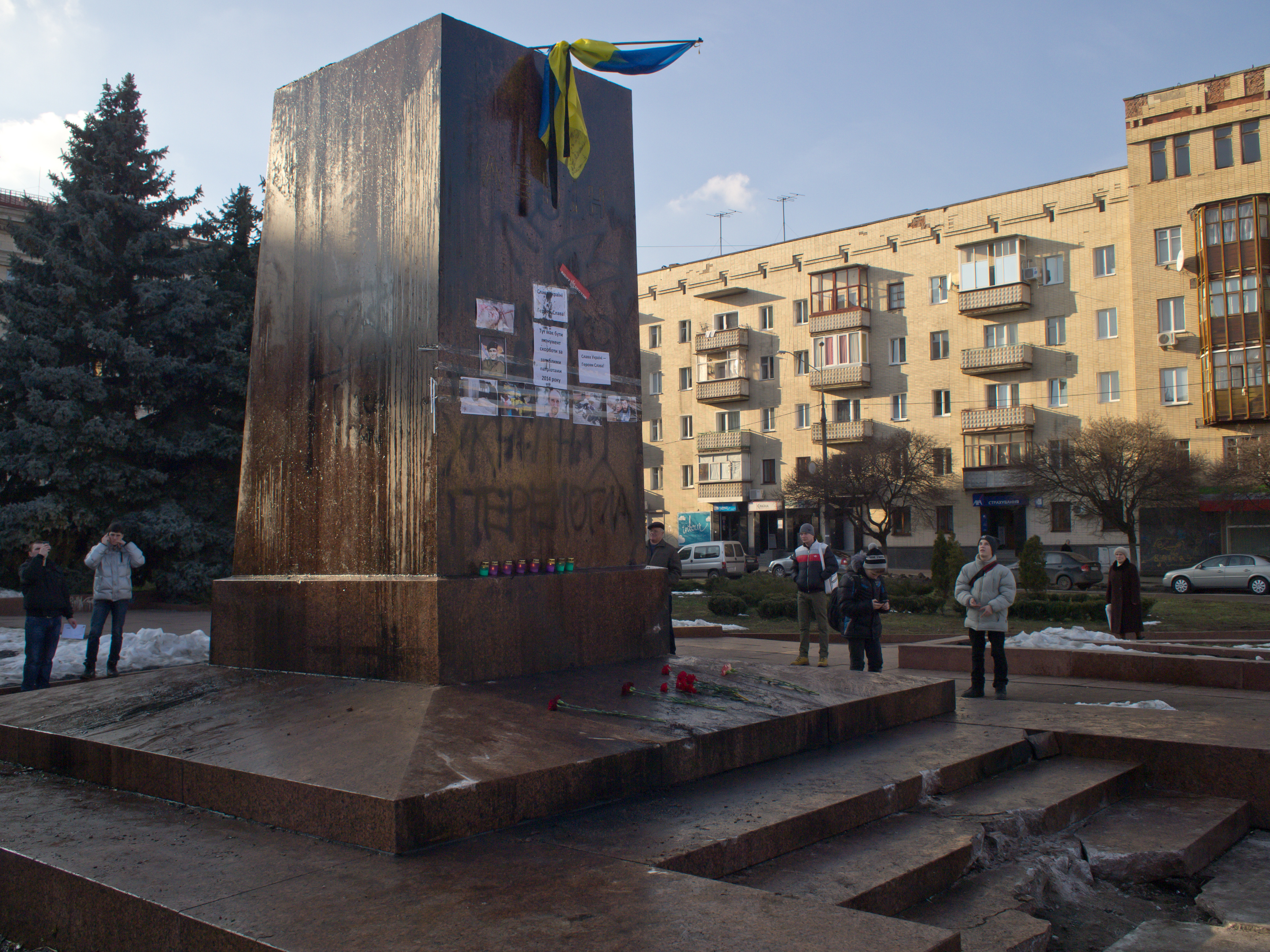
Пустий постамент після знесення
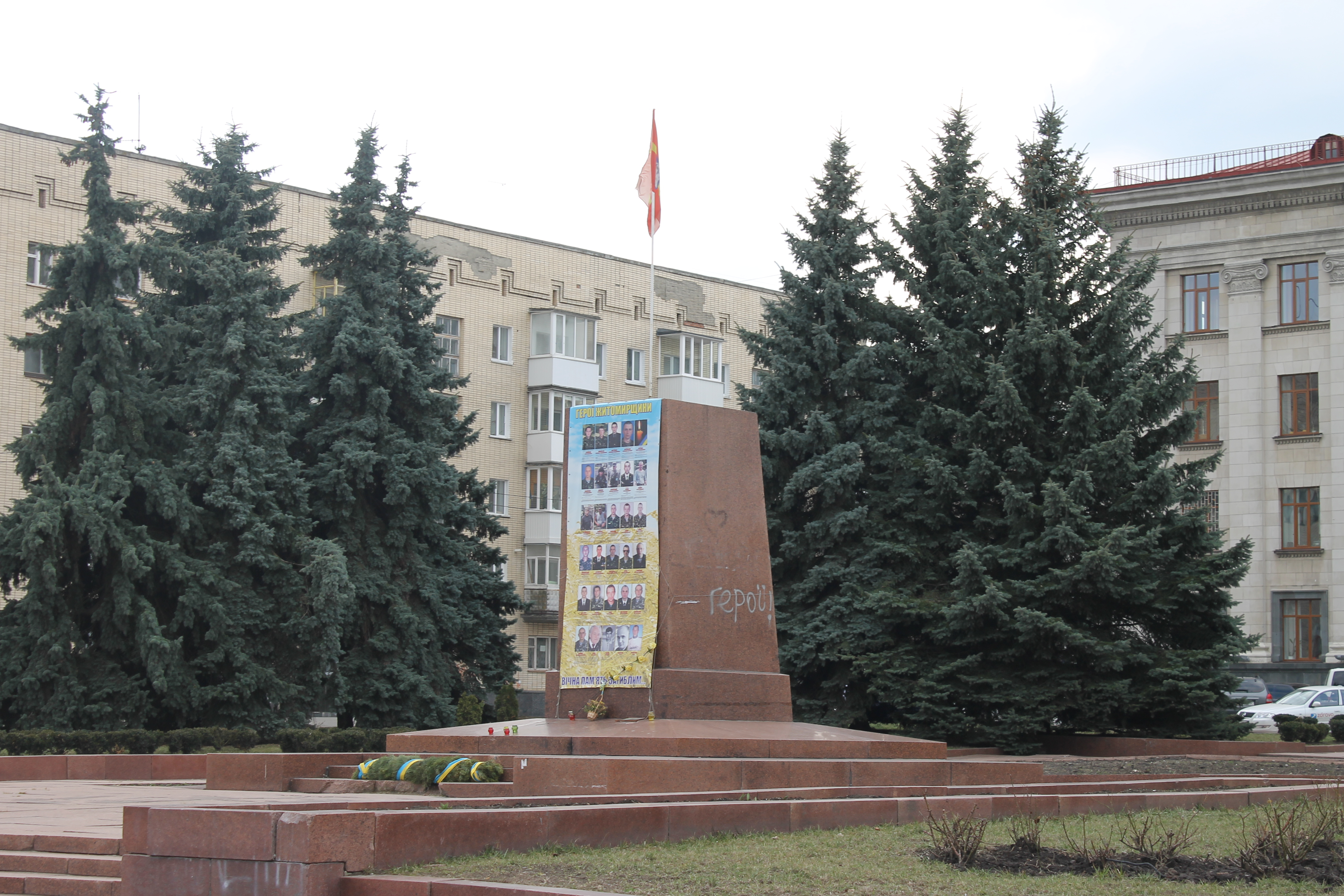
Стела пам'яті загиблим героям Житомирщини у знесеного пам'ятника Леніна, березень, 2015.